# Min sårbarhed. Min styrke. Min kunst
|  | Denne artikel er oprettet af botten Steenthbot ud fra en ekstern database. Den kan derfor have sproglige fejl eller mangler. Denne skabelon kan fjernes efter kontrol af indholdet. |

Min sårbarhed. Min styrke. Min kunst er en dansk dokumentarfilm fra 2018 instrueret af Sara Hamdrup.

## Handling
Syv digte skrevet af Sara under depression og angst fortolkes af syv kunstnere. Undervejs følger vi Sara i processen og oplever hendes reaktioner på godt og ondt. Det er både spændende, skræmmende og meget ærligt.

## Medvirkende
- Sara Hamdrup
- Naja Liv Krüger Hind, Danser
- Poul Sylvestersen, Keramiker
- Gert Pedersen, Mimer
- Line Lea Kunø, Sanger og komponist
- Jens Galschiøt, Skulptør
- Jacob Thomas Pilgaard, Filmskaber
- Nadia Emma-Bjørg Staldgaard, Tegner